# Griffiniella marmorata
Griffiniella marmorata är en kackerlacksart som först beskrevs av Robert Walter Campbell Shelford 1910.  Griffiniella marmorata ingår i släktet Griffiniella och familjen jättekackerlackor. Inga underarter finns listade i Catalogue of Life.